# Asociación Sino-Española por la Energía y la Sostenibilidad
La Asociación Sino-Española por la Energía y la Sostenibilidad (ASEES) es una organización sin ánimo de lucro fundada en 2009 por Cosme de Arana con el objetivo de facilitar la cooperación bilateral entre China y España en el desarrollo de las energías renovables y las tecnologías del medio ambiente para lograr un futuro sostenible en China y, por tanto, en todo el mundo.

## Fines
ASEES trabaja en contacto directo con actores académicos, empresariales e institucionales del sector de las energías renovables y la sostenibilidad en ambos países promoviendo la “marca España” y abriendo camino a empresas españolas que buscan la internacionalización a China. Además, la asociación actúa como un “Think Tank” siguiendo de cerca la evolución del sector, analizando futuras oportunidades y redactando informes.
La asociación abre un canal directo entre empresas españolas que ofrecen conocimiento y tecnología en los sectores de la energía y el medio ambiente y aquellas instituciones y empresas dispuestas a cambiar el modelo energético de China.

## Informe ASEES
El Informe ASEES. Oportunidades de negocio en China: Energías Renovables y Medio Ambiente es un documento donde se analizan con detalle los sectores de las energías renovables, de la eficiencia energética, del transporte y la construcción sostenible y del medio ambiente en China.
Publicado por ASEES, se trata del primer informe de estas características realizado en español y sirve de guía a todas aquellas personas y empresas del sector de la sostenibilidad y el medio ambiente que miran a China como gran oportunidad de negocio.
El Informe ASEES ofrece un análisis de oportunidades en el sector de las energías renovables y el medio ambiente en China. Además, evalúa el contexto económico, político, comercial y regulatorio del sector de la sostenibilidad en China y en España, analizando las diferencias en la cultura empresarial entre ambos países, aspectos clave a la hora de abrir mercados en el gigante asiático.
DETALLES
Formato: PDF Secure
Páginas: 352
Figuras: 114
Tablas: 68

## Links
- Página Web Oficial
- Página Web Informe ASEES
- Página Web Cosme de Arana

- Datos: Q3818226